# Ökenberglärka
Ökenberglärka (Eremophila bilopha) är en fågel i familjen lärkor inom ordningen tättingar. Den förekommer som namnet avslöjar i öknar, i Nordafrika och delar av Mellanöstern. IUCN kategoriserar den som livskraftig.

## Kännetecken

### Utseende
Ökenberglärkan är mycket lik sin nära släkting berglärkan (Eremophila alpestris) med den för släktet unika huvudteckningen: svart mask som böjer av under ögat, svart bröstband samt framför allt de förlängda hjässfjädrarna som bildar två "horn". Ökenberglärkan är dock tydligt mindre (14–15 centimeter i kroppslängd jämfört med 16-19) och livligt rostbrun ovan utan mörka fjädercentra. Handpenneprojektionen är vidare kort och handpennespetsarna svarta. 
Olikt geografiskt närliggande underarter av berglärka finns heller ingen förbindelse mellan den svarta kindfläcken och haklappen. Allra tydligast skiljer sig ungfågeln som är helt otecknat rostfärgad med vit buk.

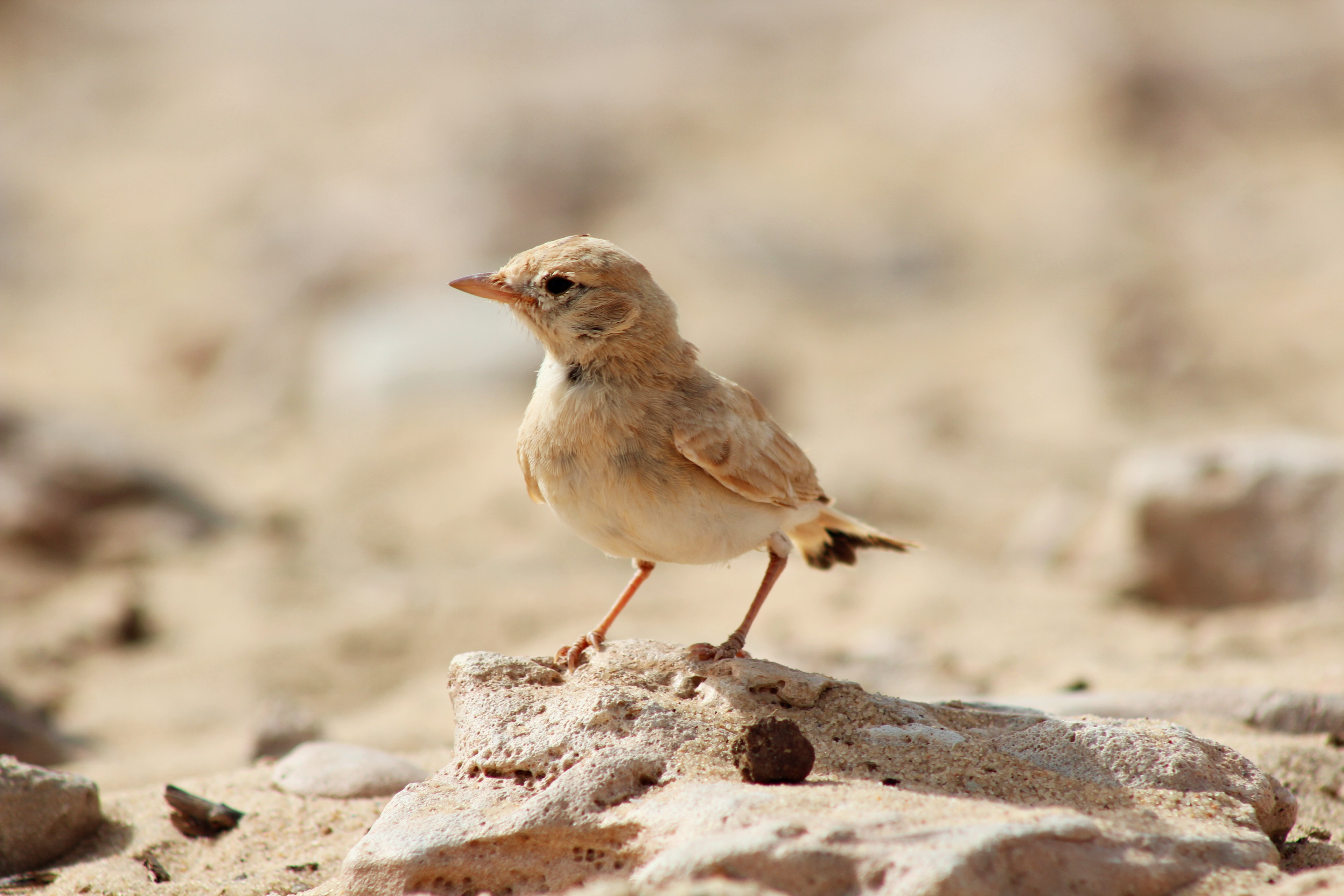
Ungfågel

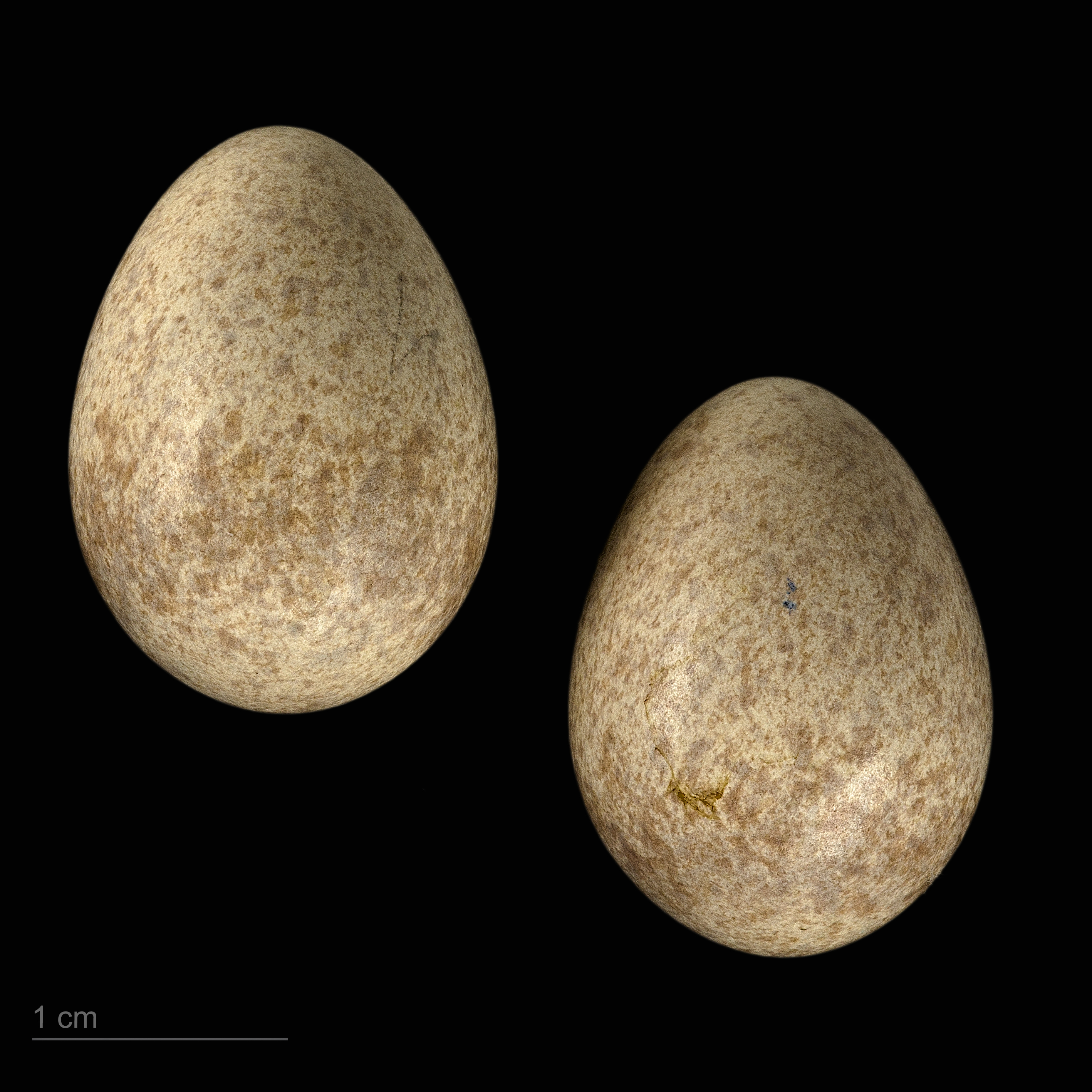
Eremophila bilopha

### Läten
Ökenberglärkan lockar fint gnisslande, liknande vid nycklar som rasslar. Sången anses vara något ljusare, kortare och pipigare än berglärkans.

## Utbredning och systematik
Fågeln förekommer i öknar från norra Afrika till norra Arabien och sydvästra Irak. Tillfälligt har den påträffats på Malta och Cypern.

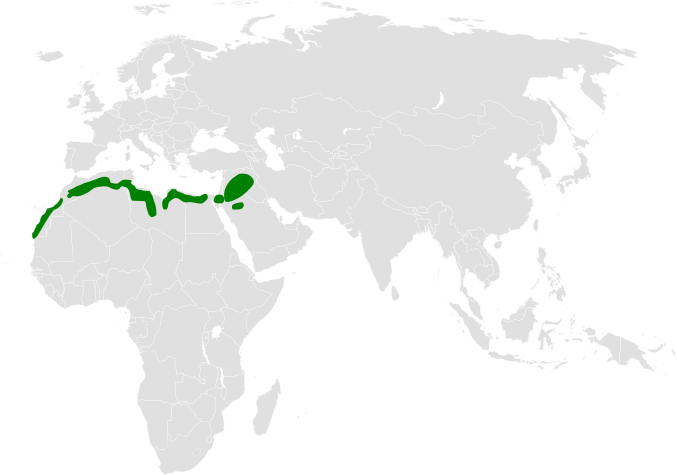
Ökenberglärkans utbredningsområde.

### Släktskap
Genetiska studier från 2014 och 2020 visar att ökenberglärkan genetiskt sett är inbäddad i arten berglärkan. BirdLife Sveriges taxonomikommitté delade 2020 därför upp berglärkan i tre arter: berglärka i begränsad mening, orientberglärka, ökenberglärka och himalayaberglärka (E. longirostris).

## Levnadssätt
Ökenberglärkan trivs i halvöken, torr stäpp och i låga berg. Den beskrivs som oskygg men diskret. Fågeln lever huvudsakligen av frön, ibland insekter som skalbaggar och till och med frukt. Den lägger ägg mellan februari och maj men mestadels från mitten av april, tydligen endast en kull. Arten är ensamlevande och troligen monogam.

## Status och hot
Arten har ett stort utbredningsområde och en stor population, men tros minska i antal baserat på studier i Israel på 1980-talet, dock inte tillräckligt kraftigt för att den ska betraktas som hotad. Internationella naturvårdsunionen IUCN kategoriserar därför arten som livskraftig (LC). Världspopulationen har inte uppskattats men den beskrivs som vanlig eller ganska vanlig i större delen av utbredningsområdet, dock fåtalig i vissa områden och mycket vanlig i Västsahara.